# ناثان بوروجارد
ناثان بوروجارد (بالإنجليزية: Nathan Beauregard) هو مغني وعازف قيثارة أمريكي، ولد في 1887 في مسيسيبي في الولايات المتحدة، وتوفي في 15 مايو 1970 في ممفيس في الولايات المتحدة.